# Catharsius duciformis
Catharsius duciformis är en skalbaggsart som beskrevs av Ferreira 1959. Catharsius duciformis ingår i släktet Catharsius och familjen bladhorningar. Inga underarter finns listade.